# Norman McLaren

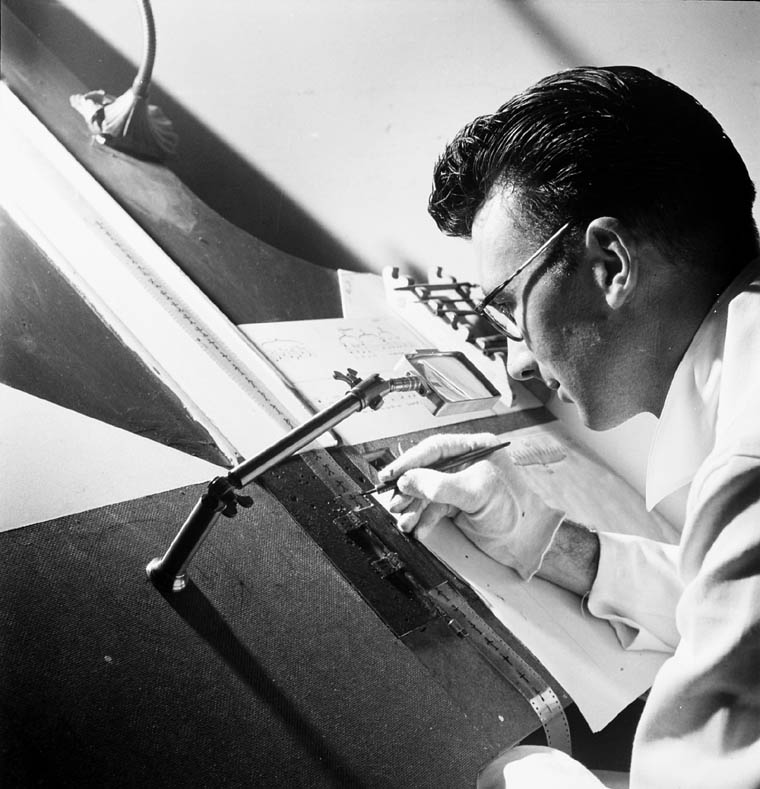
Norman McLaren, 1944

Norman McLaren, CC, CQ (* 11. April 1914 in Stirling; † 27. Januar 1987 in Montreal) war ein kanadischer Trickfilmregisseur. Der gebürtige Schotte McLaren begann seine Karriere als experimenteller Filmemacher und arbeitete in den 1930er Jahren für John Griersons GPO Film Unit, bevor er zu Beginn des Zweiten Weltkriegs nach Amerika ging. Seit 1941 arbeitete McLaren in Kanada, wo er für das National Film Board of Canada (NFB) zahlreiche Animationsfilme mit unterschiedlichen Techniken schuf. McLaren begründete das renommierte Animationsfilmstudio des NFB und blieb ihm bis zu seinem Ruhestand im Jahr 1983 eng verbunden. 
In seiner langjährigen Karriere wurde Norman McLaren mit zahlreichen Filmpreisen ausgezeichnet. Er gilt als Begründer der „Pixilation“-Technik, die er unter anderem in seinem Oscar-prämierten Kurzfilm Neighbours angewandt hatte. 2009 wurden McLarens Arbeiten in das Register des UNESCO-Weltdokumentenerbes aufgenommen.

## Leben

### Frühe Jahre
Norman McLaren wurde im schottischen Stirling geboren. Als Achtzehnjähriger begann er ein Kunststudium an der Glasgow School of Art. McLaren wollte ursprünglich Innenarchitekt werden, schloss dieses Studium aber nicht ab. Stattdessen begann er sich für Filme zu interessieren. Besonders die Arbeiten der sowjetischen Avantgardisten Eisenstein und Pudowkin faszinierten McLaren, er entdeckte aber bei Vorführungen des lokalen Filmklubs auch die abstrakten Animationsfilme Oskar Fischingers. Zusammen mit mehreren Kommilitonen, darunter dem späteren Dokumentarfilmer Stewart McAllister, drehte MacLaren ab 1933 selbst Filme. Sein erster Film, Seven Till Five, dokumentierte das Leben und Studieren an der Glasgow School of Art und war stark von Eisenstein beeinflusst. 1935 folgten erste Versuche in Animationsfilmen. Neben Einzelbildaufnahmen abstrakter Zeichnungen arbeitete McLaren ähnlich wie Len Lye auch ohne eine Filmkamera, indem er direkt auf dem Filmmaterial zeichnete.
Norman McLarens Filme wurden beim Scottish Amateur Film Festival aufgeführt, wo er 1935 mit Seven Till Five und 1936 mit dem abstrakten Film Colour Cocktain gewann. 1935 war John Grierson Juror beim Filmfestival. Er wurde auf McLaren aufmerksam und bot ihm eine Anstellung bei der von ihm geleiteten GPO Film Unit an. Ein Jahr später nahm McLaren das Angebot an und zog nach London. Dort arbeitete McLaren sowohl an kurzen Dokumentarfilmen als auch an Werbefilmen für das General Post Office. Mit Love on the Wing entstand 1938 sein erster professioneller Animationsfilm. Daneben begleitete McLaren Ivor Montagu nach Spanien, wo er als Kameramann bei der Erstellung des Dokumentarfilms Defence of Madrid über den Spanischen Bürgerkrieg assistierte.
Mit Ausbruch des Zweiten Weltkriegs emigrierte der Pazifist Norman McLaren Ende 1939 nach New York City, wo er sich als unabhängiger Filmproduzent versuchte. Neben einigen kürzeren Werbefilmen entstanden im Auftrag des Solomon R. Guggenheim Museums mehrere abstrakte Animationsfilme, bei denen McLaren auf seine Technik der direkten Animation auf dem Filmstreifen ohne Kamera zurückgriff. Bei diesen Filmen verfeinerte McLaren auch die Manipulationsmöglichkeiten der Tonspur, mit deren Hilfe er einen „synthetischen Ton“ erschaffen konnte.

### Karriere beim NFB

Logo des National Film Board of Canada

1941 folgte McLaren einer Einladung John Griersons, für das von Grierson zwei Jahre zuvor gegründete National Film Board of Canada (NFB) zu arbeiten. McLaren zog nach Ottawa und begann sofort mit der Arbeit an Kurzfilmen und Trailern. Filme wie V for Victory riefen zum Kauf von Kriegsanleihen auf. Die große Nachfrage nach animierten Filmen führte dazu, dass 1942 Grierson McLaren mit der Einrichtung eines eigenen Trickfilmstudios bei dem NFB beauftragte. Trotz des Weltkrieges fand McLaren an den kanadischen Kunsthochschulen zahlreiche Talente, die fortan für das NFB arbeiteten, darunter Grant Munro, René Jodoin und Evelyn Lambart. Vor allem Evelyn Lambart wurde zu einer treuen Weggefährtin McLarens, die ihn als Co-Regisseurin bei mehreren Filmen unterstützte.
Neben seiner Arbeit beim Aufbau des Trickfilmstudios A trat Norman McLaren in den 1940er Jahren als Regisseur verschiedenartiger Animationsfilme in Erscheinung. Neben den direkt auf den Filmstreifen gemalten Bildern experimentierte McLaren erstmals 1944 in Alouette mit Legetrickfilmen. In Là-haut sur ces montagnes näherte er sich 1946 den Animationsfilmen Alexandre Alexeieffs an, indem er mit Pastellfarben unter Ausnutzung des Chiaroscuro-Effekts plastische Landschaftsbilder schuf. Viele dieser Filme waren Teil der überaus erfolgreichen Filmreihe Chants populaires, in der kanadische Volkslieder visuell umgesetzt wurden. Eine ganz andere Musikrichtung schlug McLaren in dem 1949 veröffentlichten Kurzfilm Begone Dull Care ein. Die direkt auf Film gezeichneten abstrakten farbigen Flächen und Figuren wurden zur Musik des kanadischen Jazzpianisten Oscar Peterson animiert. Begone Dull Care wurde McLarens erster internationaler Erfolg, so wurde der Film bei den ersten Berliner Filmfestspielen mit einer silbernen Plakette ausgezeichnet.
1949 ging Norman McLaren im Auftrag der UN-Bildungsorganisation UNESCO nach China, um Studenten in Animationstechniken zu unterrichten. Dort wurde er Zeuge der Ausrufung der Volksrepublik und der Errichtung der kommunistischen Regierung unter Mao Zedong. Im Sommer 1950 kehrte McLaren nach Kanada zurück. Er erstellte für das 1951 in London ausgetragene Festival of Britain zwei Animationsfilme als 3D-Film, bevor er sich seinem bislang ambitioniertesten Filmprojekt zuwandte. Unter dem Eindruck seiner Erlebnisse in China und des Koreakriegs produzierte McLaren den Film Neighbours, der als Parabel von einem tödlich eskalierenden Konflikt zweier Nachbarn erzählt. Für diesen Film animierte McLaren erstmals nicht Zeichnungen, sondern Personen und Gegenstände, die in Stopptrickaufnahmen abgelichtet und zwischen den einzelnen Fotografien in ihrer Position verändert wurden. McLaren entwickelte mit dieser als „Pixilation“ bezeichneten Technik einen Stop-Motion-Effekt aus der Frühzeit des Kinos weiter. Neighbours wurde zu McLarens bekanntesten Film. Bei der Oscarverleihung 1953 wurde Neighbours sowohl als Bester Kurzfilm als auch als Bester Dokumentar-Kurzfilm nominiert und gewann überraschend in der letzteren Kategorie.
1953 ging Norman McLaren mit einem Lehrauftrag der UNESCO nach Indien. Er verbrachte drei Monate in Delhi und drei Monate in Mysuru, wo er in der Verwendung audiovisueller Mittel in der Gesundheitserziehung unterrichtete. Es blieb McLarens letzte Reise im Auftrag der UNESCO, da er nach seinem Indienaufenthalt unter einem rheumatischen Fieber litt. Zurück in Kanada erprobte McLaren eine neue Animationsmethode, indem er geometrische Figuren nicht mehr auf Filmstreifen malte, sondern mit Rasiermessern in das Filmmaterial einritzte und danach die Konturen und Flächen einfärbte. Der erste mit diesem „Etching“-Stil erstellte Film war Blinkity Blank, der 1955 bei den Internationalen Filmfestspielen von Cannes mit der Goldenen Palme für den besten Kurzfilm ausgezeichnet wurde. 1959 entstanden mit Short and Suite, Mail Early for Christmas und Serenal drei weitere Filme im Etching-Stil. 
Daneben griff McLaren andere Animationstechniken immer wieder auf. Die Geschichte vom Stuhl war 1957 eine Weiterentwicklung der Pixilation-Technik, in der ein Stuhl ein Eigenleben entwickelte. Für diesen Film spielte der damals in der westlichen Welt noch weitestgehend unbekannte indische Musiker Ravi Shankar den Soundtrack ein. Für eine Leuchtreklame am New Yorker Times Square schuf Norman McLaren 1961 den Film New York Lightboard, in dem Legetrickfilm, Daumenkino und handgemalte Animation kombiniert wurden. Völlig abstrakt waren dagegen die Animationsfilme Lines: Vertical, Lines: Horizontal und Mosaic, die McLaren gemeinsam mit Evelyn Lambart zwischen 1960 und 1966 gestaltete. Für den 1968 veröffentlichten Kurzfilm Pas de deux bearbeitete McLaren Realaufnahmen zweiter Balletttänzer mit einem optischen Printer. Durch die Wiedergabe des Tanzes in Zeitlupe und die Zerlegung, Vervielfachung und Überlagerung der Bewegungsabläufe in Einzelbilder erzeugte er einen Stroboskopeffekt. Pas de deux gewann 17 Filmpreise und gilt neben Neighbours als McLarens bekanntestes Werk. Mit Ballet Adagio von 1972 und Narcissus von 1983, Norman McLarens letzten Film, folgten zwei weitere Ballettfilme.
Auch nach seinen Engagements bei den Ausbildungsprogrammen der UNESCO blieb McLaren ein Förderer der Animationskunst. 1960 war er Mitbegründer der Association internationale du film d’animation (ASIFA) und wurde zum ersten Präsidenten der Filmorganisation gewählt. 1973 drehte Norman McLaren den Dokumentarfilm Pinscreen über die Animationsfilmer Alexandre Alexeieff und Claire Parker. In den folgenden Jahren produzierte er gemeinsam mit Grant Munro unter dem Titel Animated Motion fünf Lehrfilme, in denen verschiedene Animationstechniken vorgestellt wurden. Nachdem Norman McLaren 1983 beim National Film Board in den Ruhestand gegangen war, vervollständigte er die technischen Notizen zu seinem filmischen Werk, das 82 vollendete Filme und 52 Probeaufnahmen und Filmtests umfasste. Er starb am 27. Januar 1987 im Alter von 72 Jahren in Montreal.

## Nachwirkung

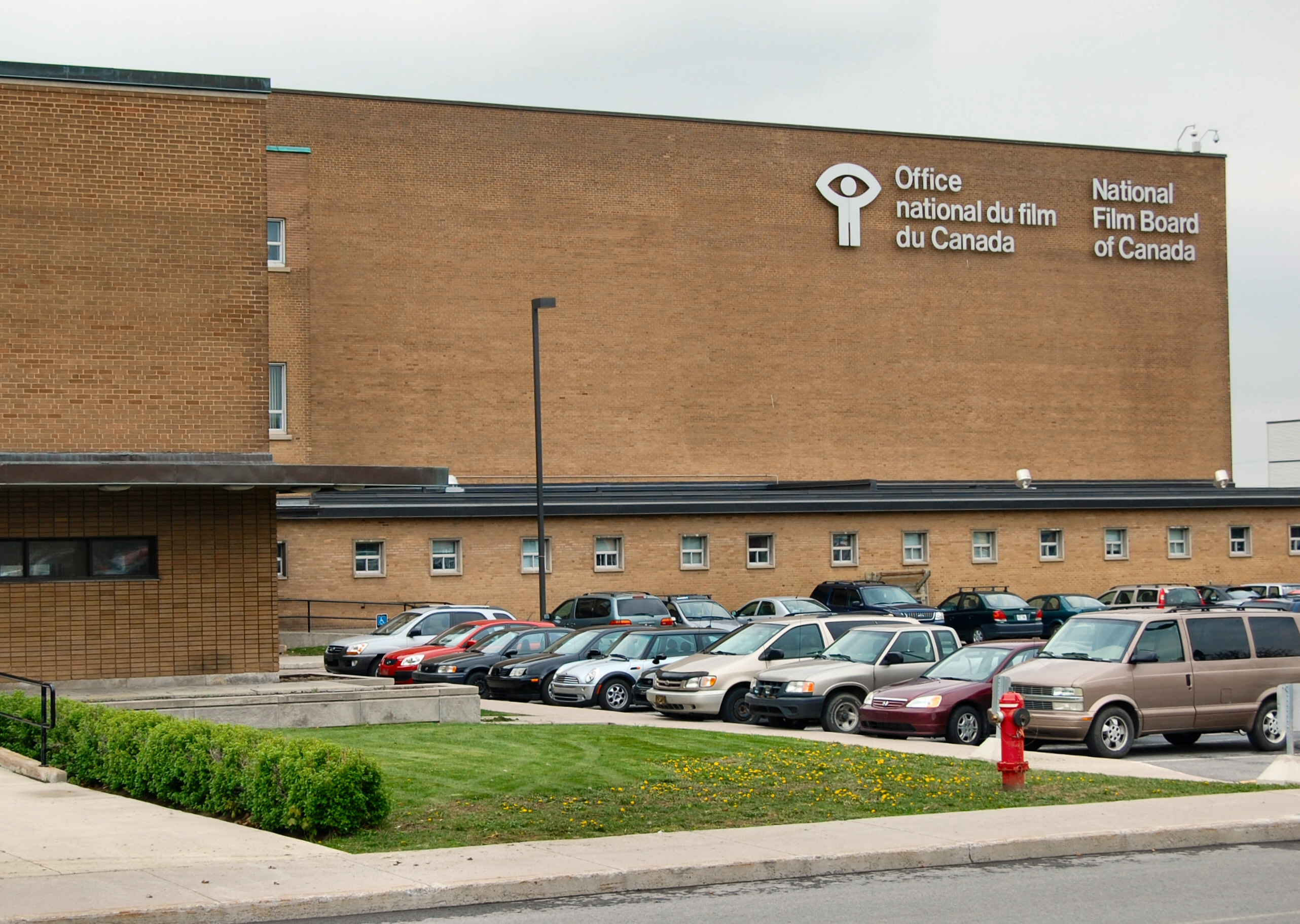
Das Norman McLaren Building in Montreal

Zwei Jahre nach seinem Tod ehrte das National Film Board of Canada Norman McLaren, indem es seinen Hauptsitz in Montreal nach ihm benannte. Das zu Montreal gehörende Arrondissement Saint-Laurent, in dem das NFB seit 1956 seinen Sitz hat, benannte einen Wahlbezirk nach McLaren. Zur Erinnerung an Norman McLaren stiftete die kanadische Sektion der ASIFA gemeinsam mit Guy Glover den Norman McLaren Heritage Prize, der seit 1988 im Rahmen des Ottawa International Animation Festival verliehen wurde.
2009 wurde das filmische Werk Norman McLarens in das Register des UNESCO-Weltdokumentenerbes aufgenommen. Die UNESCO stellte bei der Aufnahme Neighbours als McLarens wichtigsten Film in den Vordergrund.
Bereits 2007 wurden sämtliche Arbeiten Norman McLaren vom NFB digital restauriert. Ein Teil davon ist online zugänglich, das Gesamtwerk wurde auf DVD veröffentlicht. Neben dem NFB besitzt auch das New Yorker Museum of Modern Art eine vollständige Sammlung der Filme Norman McLarens. Archive mit persönlichen Aufzeichnungen von McLaren beherbergen das NFB sowie die schottische University of Stirling.

## Filmografie (Auswahl)
- 1933: Seven Till Five
- 1935: Polychrome Phantasy
- 1935: Color Cocktail
- 1936: Hell Unlimited
- 1937: Book Bargain
- 1938: Mony a Pickle
- 1939: The Obedient Flame
- 1939: Stars and Stripes
- 1939: Love on the Wing
- 1939: Allegro
- 1940: Loops
- 1940: Dots
- 1941: V for Victory
- 1941: Mail Early
- 1942: Hen Hop
- 1942: Five for Four
- 1943: Dollar Dance
- 1944: Chants populaires nº 5
- 1944: C'est l'aviron
- 1944: Alouette
- 1946: Là-haut sur ces montagnes
- 1946: Hoppity Pop
- 1946: A Little Phantasy on a 19th-century Painting
- 1947: La poulette grise
- 1947: Fiddle-de-dee
- 1948: Boogie-Doodle
- 1949: Begone Dull Care
- 1951: Pen Point Percussion
- 1951: Now Is the Time
- 1952: Neighbours
- 1952: A Phantasy
- 1953: Two Bagatelles
- 1953: Around Is Around
- 1955: Blinkity Blank
- 1956: Rythmetic
- 1957: Die Geschichte vom Stuhl (A Chairy Tale)
- 1959: Short and Suite
- 1959: Serenal
- 1959: Mail Early for Christmas
- 1959: Le merle
- 1960: Opening Speech
- 1960: Lines: Vertical
- 1961: The Flicker Film
- 1961: New York Lightboard
- 1962: Lines: Horizontal
- 1963: Christmas Cracker
- 1963: Seven Surprizes
- 1964: Canon
- 1966: Mosaic
- 1968: Pas de deux
- 1969: Spheres
- 1970: Striations
- 1971: Synchromy
- 1972: Ballet Adagio
- 1973: Pinscreen
- 1976–1978: Animated Motion, Parts 1-5
- 1983: Narcissus

## Auszeichnungen
Mit mehr als 200 internationalen Filmpreisen gilt Norman McLaren als einer der am häufigsten ausgezeichneten Filmemacher in der Geschichte des kanadischen Films. McLarens Filme wurden auf zahlreichen Filmfestivals ausgezeichnet, außerdem gewann er sowohl den Oscar der US-amerikanischen Academy of Motion Picture Arts and Sciences, als auch den BAFTA Award der British Academy of Film and Television Arts. Insgesamt zehn Filme wurden zwischen 1949 und 1968 mit dem Canadian Film Award, dem Vorläufer des Genie Awards, ausgezeichnet. 
Eine Auswahl der Auszeichnungen für McLarens Filme:
- 1949: Special Award der Canadian Film Awards für Dots
- 1950: Special Award der Canadian Film Awards für Begone Dull Care
- 1951: Silberne Plakette der Internationalen Filmfestspiele Berlin für Begone Dull Care
- 1952: Special Award der Canadian Film Awards für Around is Around und Now is the Time
- 1953: Oscar für den besten Dokumentar-Kurzfilm für Neighbours
- 1953: Special Award der Canadian Film Awards für A Phantasy und Neighbours
- 1955: Goldene Palme der Internationalen Filmfestspiele von Cannes für den besten Kurzfilm für Blinkity Blank
- 1956: Silberner Bär der Internationalen Filmfestspiele Berlin für Rhythmetic
- 1958: Canadian Film Award in der Kategorie Arts and Experimental für Die Geschichte vom Stuhl
- 1961: Canadian Film Award in der Kategorie Arts and Experimental für Lines: Horizontal
- 1965: Canadian Film Award in der Kategorie Arts and Experimental für Canon
- 1968: Special Award der Canadian Film Awards für Pas de deux
- 1969: British Academy Film Award für den besten Animationsfilm für Pas de deux
- 1984: Goldener Pfau des International Film Festival of India für den besten Kurzfilm für Narcissus

Norman McLaren erhielt außerdem mehrere Würdigungen für sein fünf Jahrzehnte umfassendes Lebenswerk:
- 1962: Medaille der Royal Canadian Academy of Arts
- 1968: Officer des Order of Canada
- 1972: Molson Prize des Canada Council for the Arts
- 1973: Companion des Order of Canada
- 1975: Winsor McCay Award der Association internationale du film d’animation
- 1982: Prix Albert-Tessier
- 1984: Special Achievement Genie der Academy of Canadian Cinema & Television
- 1985: Chevalier des Ordre national du Québec